# 梅霍爾門島
68°58′S 39°32′E / 68.967°S 39.533°E
梅霍爾門島，是南極洲的島嶼，位於毛德皇后地的哈拉爾王子海岸，處於翁古爾島和烏托爾門島之間的呂佐夫-霍爾姆灣，根據挪威探險隊拍攝的空中照片繪入地圖，現時由南極條約體系管理。